# Красный (Удмуртия)
Красный — опустевший хутор в Якшур-Бодьинском районе Удмуртской Республики Российской Федерации.

## География
Хутор находится в центральной части республики, в юго-восточной части района, в зоне хвойно-широколиственных лесов, в 1 км к востоку от деревни Иж-Забегалово, рядом с местом слияния рек Малый Иж и Большой Иж.

### Климат
Климат характеризуется как умеренно континентальный, с продолжительной холодной многоснежной зимой и относительно коротким тёплым летом. Среднегодовая многолетняя температура воздуха составляет 2,4 °С Средняя температура воздуха самого тёплого месяца (июля) — 18 °C (абсолютный максимум — 36,6 °C); самого холодного (января) — −15 °C (абсолютный минимум — −47,5 °C). Среднегодовое количество атмосферных осадков составляет 532 мм, из которых большая часть выпадает в тёплый период.

## История
Входила в состав Большеошворцинского сельского поселения, упраздненного Законом Удмуртской Республики от 11.05.2021 № 43-РЗ к 25 мая 2021 года.

## Население
| 2010 | 2012 |
| ---- | ---- |
| 0    | →0   |

## Транспорт
Просёлочная дорога от деревни Иж-Забегалово.  